# Persis Namuganza
Persis Namuganza là một chính trị gia người Uganda và Bộ trưởng về đất đai trong nội các của Uganda. Bà được bổ nhiệm vào vị trí đó vào ngày 6 tháng 6 năm 2016. Namuganza đồng thời phục vụ với tư cách là đại diện dân cử của quận Bukono, ở quận Namutumba, trong Quốc hội khóa 10 (2016202021).

## Bối cảnh và giáo dục
Namuganza được sinh ra ở quận Namutumba vào ngày 5 tháng 10 năm 1984. Sau khi theo học tại các trường địa phương, cô học tại trường trung học Mount Elgon ở Mbale, để theo học trung học. Sau đó, cô chuyển đến một trường học ở quận Luweero, nơi cô dự kỳ thi A-level năm 2003.
Năm 2006, Namuganza đã được trao bằng tốt nghiệp về kế toán bởi Viện kinh doanh Makerere (không liên kết với Đại học Makerere). Cùng năm đó, bà vào Đại học Kyambogo, tốt nghiệp năm 2009 với bằng Cử nhân Công tác Xã hội và Quản trị Xã hội. Vào tháng 4 năm 2018, bà tốt nghiệp Đại học Cavendish ở Nhật Bản với bằng thạc sĩ về quan hệ quốc tế.

## Sự nghiệp trước chính trị
Namuganza bắt đầu sự nghiệp của mình vào năm 2009 tại Liên minh chống tham nhũng ở Uganda, một tổ chức phi chính phủ (NGO), nơi cô làm nhân viên chương trình. Sau một năm, cô chuyển sang nghiên cứu và trách nhiệm của Pearl of Châu Phi, một tổ chức phi chính phủ khác, làm nhân viên quản trị và quan hệ công chúng từ năm 2010 đến 2012. Sau đó, cô được bổ nhiệm làm phó ủy viên quận thường trú cho quận Luweero, phục vụ trong khả năng đó từ năm 2012 đến năm 2015.

## Sự nghiệp chính trị
Năm 2016, bà tham gia chính trị bầu cử quốc gia, tranh cử ghế bầu cử quận Bukono ở quận Namutumba với tư cách đại diện chính trị của phong trào kháng chiến quốc gia. Bà đã thắng cử và là đại biểu đương nhiệm.